# تيودور أوشيف
تيودور أوشيف (بالبلغارية: Теодор Асенов Ушев) هو رسام رسوم متحركة ومصمم جرافيك ورسام توضيحي بلغاري من مواليد 4 فبراير 1968 بمدينة كيوستينديل ببلغاريا. يستقرّ في مونتريال بكندا منذ سنة 1999.
فاز فيلمه فايشا العمياء (Blind Vaysha) بجائزة لجنة التحكيم الخاصة وجائزة لجنة تحكيم الأفلام القصيرة في طبعة عام 2016 من مهرجان آنسي الدولي لأفلام الرسوم المتحركة (Festival international du film d'animation d'Annecy). كما أنه رُشِّح لجائزة الأوسكار لأفضل فيلم رسوم متحركة قصير في حفل توزيع جوائز الأوسكار التاسع والثمانون.

## وصلات خارجية
- تيودور أوشيف على موقع IMDb (الإنجليزية)
- تيودور أوشيف على موقع ألو سيني (الفرنسية)
- تيودور أوشيف على موقع أول موفي (الإنجليزية)
- تيودور أوشيف على موقع قاعدة بيانات الفيلم (الإنجليزية)
- تيودور أوشيف على موقع كينوبويسك (الروسية)